# Arzbach
Arzbach là một xã thuộc huyện Rhein-Lahn, bang Rheinland-Pfalz, phía tây nước Đức. Xã này có diện tích 9,93 km², dân số thời điểm ngày 31 tháng 12 năm 2006 là 1867 người.